# Ski Dubai

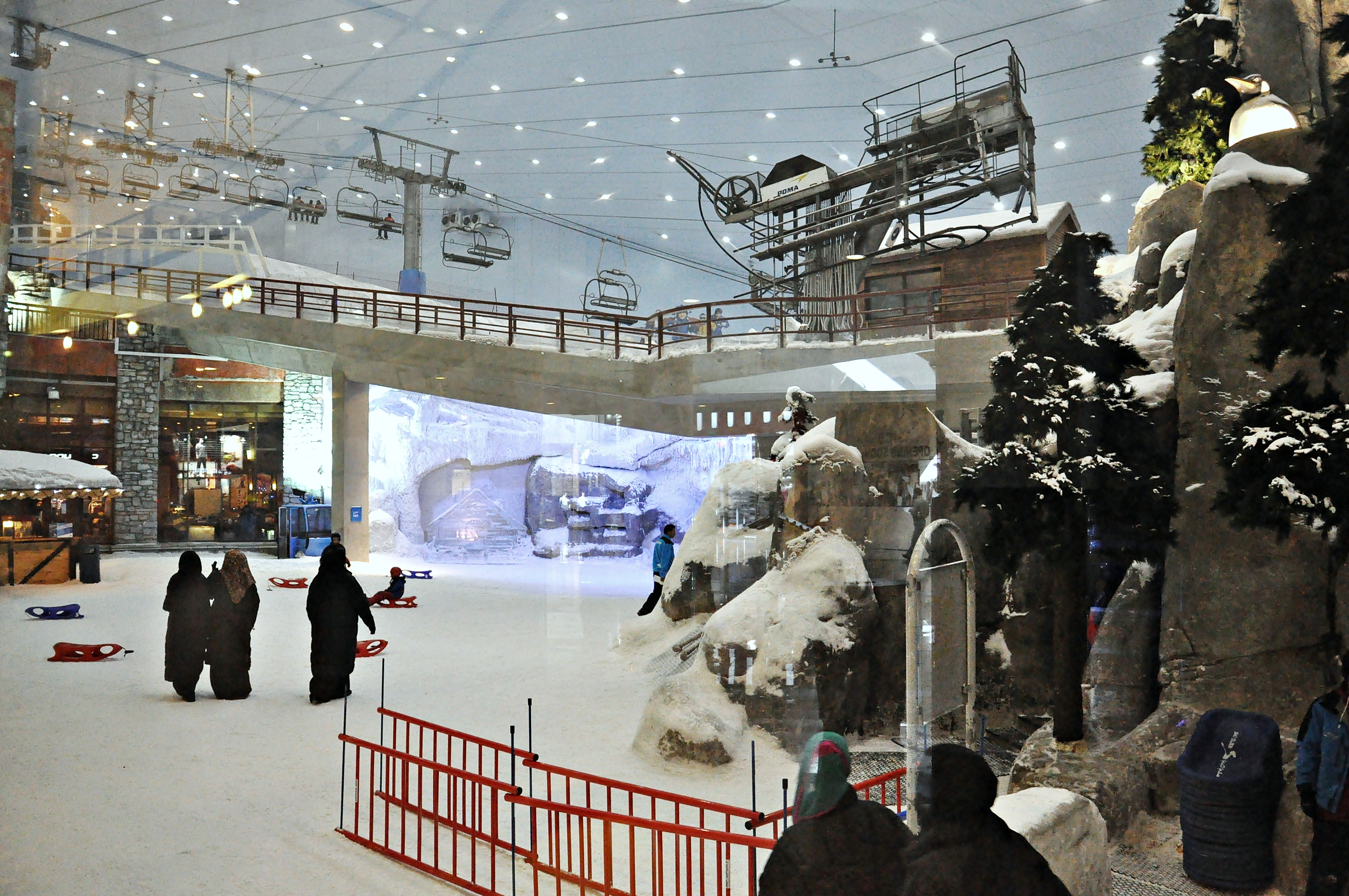
Ski Dubai w 2011 roku

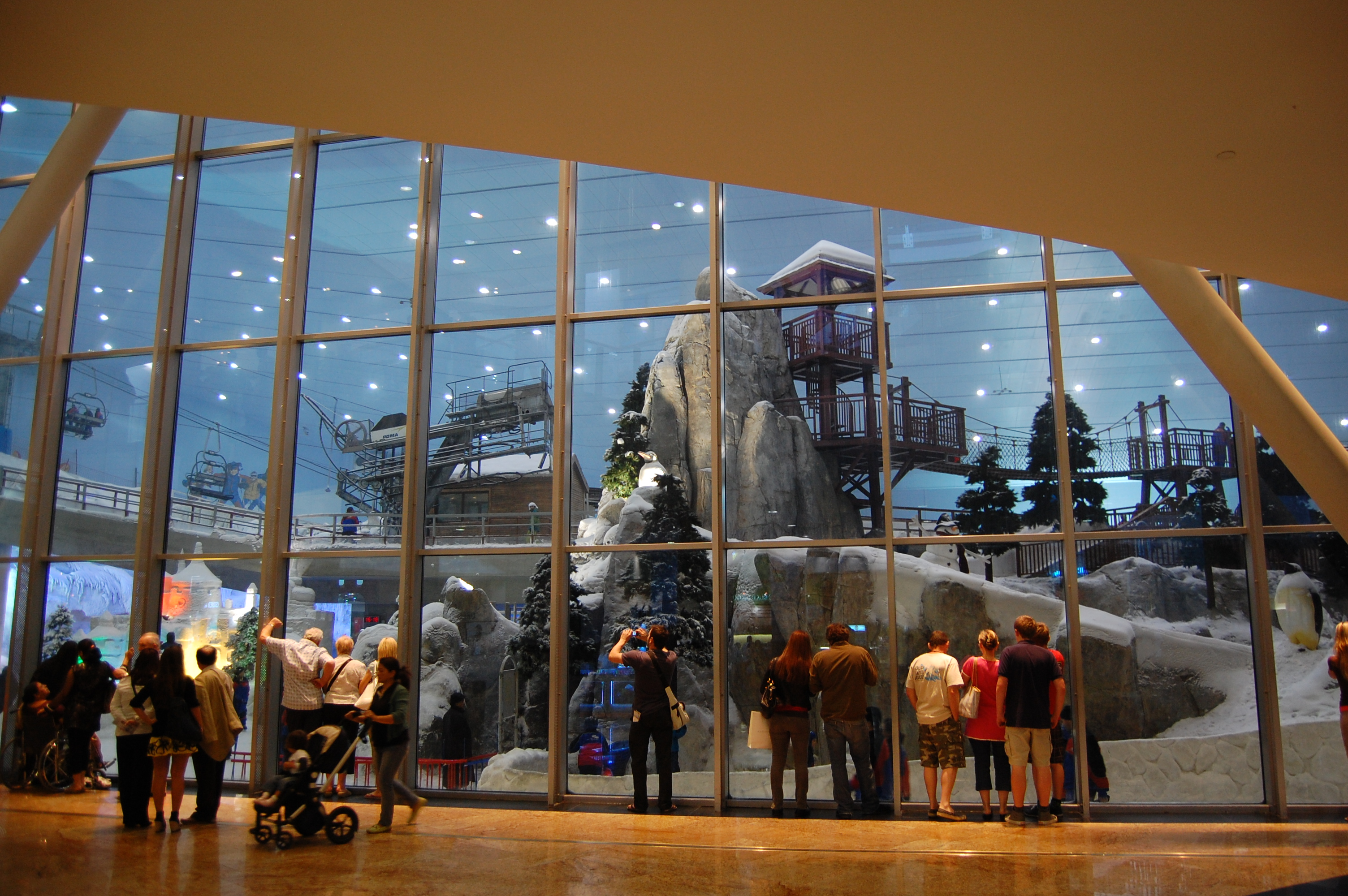
Widok na Ski Dubai od środka centrum handlowego

Ski Dubai – kryty ośrodek narciarski w Dubaju, w Zjednoczonych Emiratach Arabskich. Znajduje się w jednym z największych centrów handlowych na świecie – Mul al-Imarat (ang. Mall of the Emirates).
Jest to pierwszy kryty ośrodek narciarski na Bliskim Wschodzie. Został wybudowany przez spółkę holdingową Majid Al Futtaim i oficjalnie otwarty w listopadzie 2005 roku. Zajmuje powierzchnię 22 500 m², ma 85 metrów wysokości i 80 metrów szerokości. Liczy pięć sztucznie naśnieżanych stoków narciarsko-snowboardowych o różnej trudności. Jest pierwszym na świecie krytym stokiem, w skład którego wchodzi czarna trasa w skali trudności. Najdłuższy odcinek trasy liczy 400 metrów. 
Obiekt wyposażony jest w całoroczny wyciąg dla narciarzy i snowboardzistów – liczy dwa wyciągi orczykowe oraz czteroosobowy wyciąg krzesełkowy. W pobliżu stoków zlokalizowany jest snowpark o powierzchni 3000 m², będący największym tego typu zamkniętym obiektem na świecie. Na terenie snowparku znajdują się m.in. tor saneczkowy, lodowisko i jaskinia lodowa, a także szkółka narciarska.
Dodatkową atrakcją dla odwiedzających ośrodek są pingwiny, kilka razy dziennie wypuszczane na teren obiektu.
W 2007 roku Ski Dubai otrzymał nagrodę przyznawaną przez Themed Entertainment Association, a w 2016 roku wyróżniony nagrodą World Ski Awards jako najlepszy kryty ośrodek narciarski na świecie.